# 阿尔果德
阿尔果德是印度泰米尔纳德邦拉尼贝德县的一个城镇。总人口50267（2001年）。

## 人口
该地2001年总人口50267人，其中男性25173人，女性25094人；0—6岁人口5460人，其中男2868人，女2592人；识字率74.85%，其中男性为80.94%，女性为68.73%。